# Gilgamesh (hudební skupina)
Gilgamesh byla britská hudební skupina hrající jazz fusion.
Skupina vznikla v roce 1972 a byla součástí Canterburské scény. Skupinu založili Alan Gowen (klávesy), Mike Travis (bicí), Rick Morcombe (kytara), Jeff Clyne (baskytara) a Alan Wakeman (saxofon). Tato sestava však dlouho nevydržela, skupina se ustálila v sestavě Gowen, Travis, Phil Lee (kytara) a Neil Murray (baskytara). V roce 1973 Murraye nahradil Steve Cook. V roce 1975 skupina vydala u vydavatelství Caroline Records své první album pojmenované Gilgamesh. Ve stejném roce se skupina rozešla a v roce 1977 ji Gowen, Murray, Lee, Hugh Hopper (baskytara) a Trevor Tomkins (bicí) obnovili. V roce 1978 skupina vydala své druhé album s názvem Another Fine Tune You've Got Me Into (vyšlo u vydavatelství Charly Records). Ve stejném roce se skupina rozpadla; Alan Gowen zemřel v roce 1981. V roce 2000 vydalo Cuneiform Records album archivních nahrávek s názvem Arriving Twice.

## Diskografie
- Gilgamesh (1975)
- Another Fine Tune You've Got Me Into (1978)
- Arriving Twice (2000)